# Lonchura nevermanni
Il cappuccino calotta grigia (Lonchura nevermanni Stresemann, 1924) è un uccello passeriforme della famiglia degli Estrildidi.

## Descrizione

### Dimensioni
Misura circa 11,5 cm di lunghezza, coda compresa.

### Aspetto
Si tratta di un uccelletto dall'aspetto robusto, con un forte becco tozzo e conico.

La colorazione è grigio-olivacea su dorso, ali e coda, mentre petto, ventre, fianchi e codione sono di color bruno-arancio: la testa è grigiastra superiormente, con tendenza a scurirsi sulla nuca fino a divenire nerastra, mentre la gola e i lati del collo sono neri, così come neri sono il basso ventre ed il sottocoda. Gli occhi sono di colore bruno scuro, il becco è grigio-bluastro, le zampe sono carnicino-grigiastre.
A parità d'età, i maschi hanno in media colorazione grigia del capo più chiara ed estesa rispetto alle femmine: si tratta tuttavia di dati molto suscettibili a variazioni individuali del piumaggio.

## Biologia
Si tratta di uccelli diurni, che si riuniscono in coppie od in piccoli gruppi familiari che passano la maggior parte del tempo al suolo, rifugiandosi fra gli alberi durante la notte.

### Alimentazione
Questi uccelli sono essenzialmente granivori: grazie al forte becco, essi sono in grado di spezzare la maggior parte dei piccoli semi di graminacee a disposizione, privilegiando quelli ancora immaturi o quelli appena germogliati. I cappuccini calotta grigia integrano inoltre la propria dieta con piccoli insetti volanti, bacche, frutti e germogli.

### Riproduzione
Il periodo riproduttivo coincide con la fine della stagione delle piogge, tuttavia questi uccelli sono in grado di riprodursi durante tutto l'arco dell'anno.
Il nido viene costruito da ambedue i sessi, col maschio che procura il materiale (steli d'erba, foglie, materiale fibroso di origine vegetale) e la femmina che provvede a disporlo ed intrecciarlo a formare una struttura globosa di una quindicina di centimetri di diametro, che viene ultimata in 4-6 giorni ed ubicata nel folto della vegetazione. All'interno del nido la femmina depone 4-7 uova, che entrambi i sessi provvedono ad incubare per 12-13 giorni, alternandosi durante il giorno e riposando assieme nel nido durante la notte.
I pulli sono ciechi ed implumi alla schiusa, e vengono alimentati ed accuditi da entrambi i genitori: essi sono pronti per l'involo circa tre settimane dopo la schiusa, tuttavia tendono a rimanere nei pressi del nido per ancora almeno due settimane, chiedendo sporadicamente l'imbeccata ai genitori e tornandovi a dormire durante la notte.

## Distribuzione e habitat
Questa specie è endemica delle pianure meridionali della Nuova Guinea, dove abita le aree di savana sul limitare della foresta pluviale, oltre ai canneti e alle zone acquitrinose e paludose: si spinge inoltre nelle aree coltivate e nelle risaie.